# 사발
사발(沙鉢)은 사기로 만든 그릇이다. 국그릇이나 밥그릇으로 쓰이며, 위는 넓고 아래는 좁으며 굽이 있다.

## 같이 보기
- 대접
- 볼
- 바리
- 주발